# Distretto di Maranura
Il distretto di Maranura è uno degli undici distretti della  provincia di La Convención, in Perù. Si trova nella regione di Cusco.